# Nullaohmos ellenállás

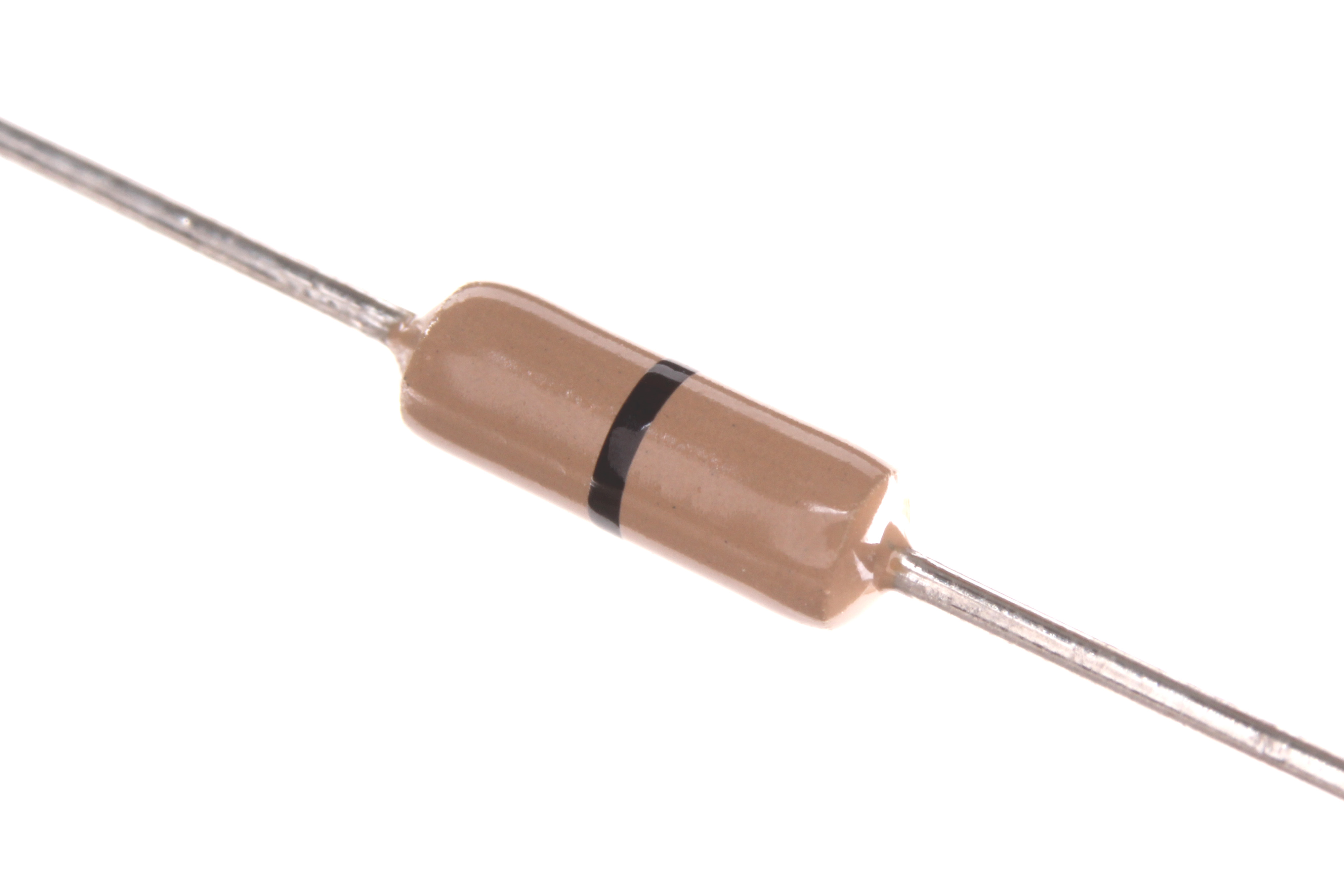
Nullaohmos axiális (tengelyiránnyal azonos) lábú ellenállás

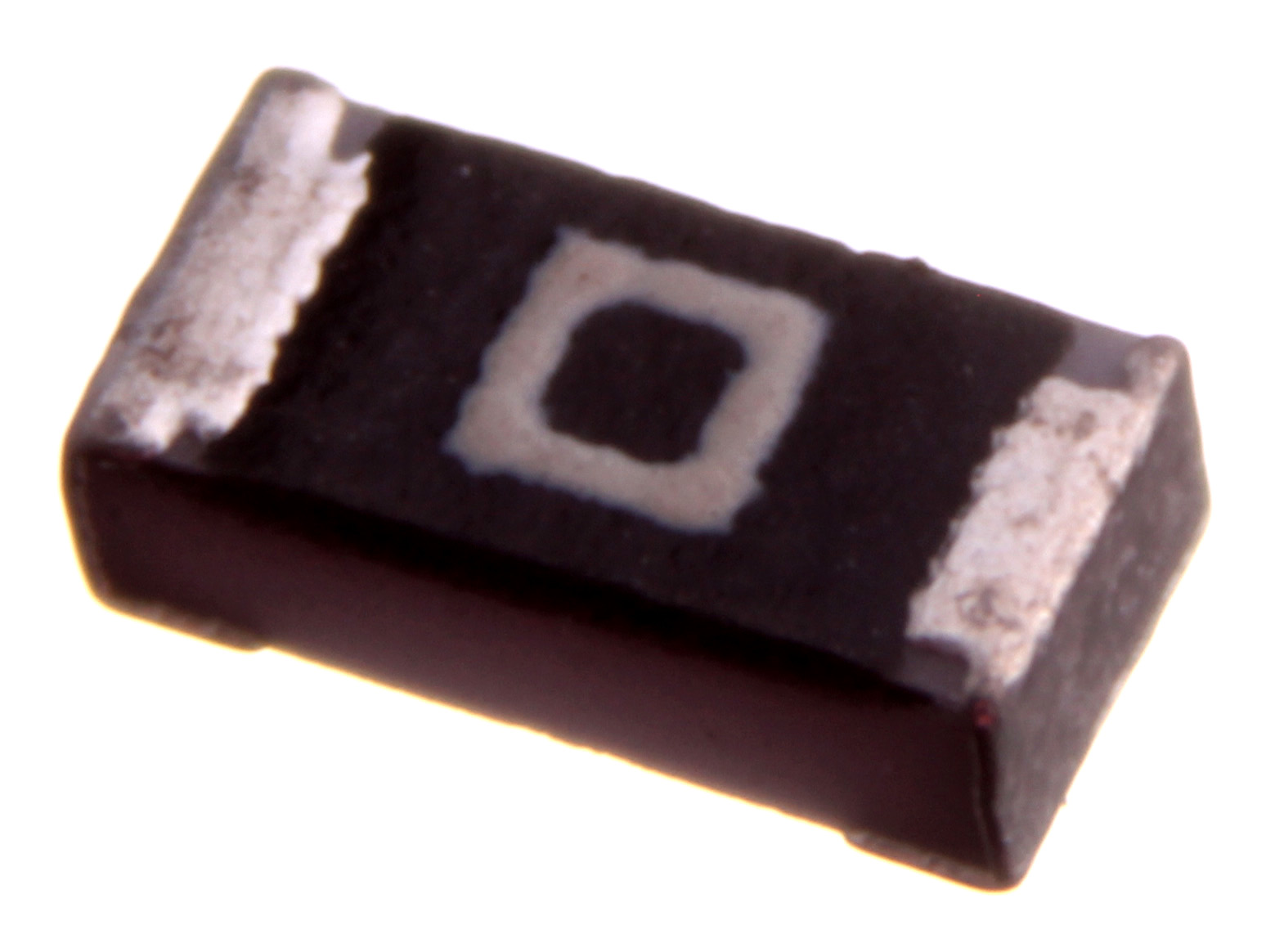
Nullaohmos felületszerelt (SMD) ellenállás

A nullaohmos ellenállás valójában csak egy huzalvezeték. Arra használják, hogy összekapcsolja (áthidalja) a vezetősávokat a nyomtatott áramköri lapon. Az alkatrész fizikailag úgy néz ki, mint egy elektromos ellenállás, mivel ilyen tokozásba szokták beleépíteni. Ez a tokozásformátum lehetővé teszi, hogy az alkatrészt ugyanazzal az automatizált berendezéssel rá lehessen helyezni az áramköri lapra, mint ami a többi ellenállást is el szokta helyezni. Így nem szükséges külön beültetőgép a jumper vagy egyéb alakú vezeték beültetése számára. A nullaohmos ellenállás külalakra tehát úgy is kinézhet, mint egy henger alakú furatszerelt (THT), vagy mint egy felületszerelt (SMD) ellenállás is.
Az egyik felhasználásmódja a NYÁK azonos oldalán egy vezetősáv feletti áthidalás: az első vezetősávra rá van forrasztva a nullaohmos ellenállás első lába. A NYÁK második vezetősávja felett áthalad maga a nullaohmos ellenállás teste (amely el van szigetelve az alatta futó második vezetősávtól). A nullaohmos ellenállás második lába a harmadik vezetősávra van forrasztva. Tehát a második vezetősáv fut a nullaohmos ellenállás két lába között.
A fizikai valóságban az alkatrész ellenállásértéke csak megközelítőleg nulla. Az alkatrésznek csak egy maximumértéket (tipikusan 10–50 milliΩ) szoktak megadni.  A százalékbeli toleranciaérték megadásnak nincs értelme. Mivel ezt a számot az ideális értékből származtatjuk (ami jelen esetben nulla), ezért matematikailag a toleranciaérték is nulla kellene hogy legyen minden esetben.
Egy axiális lábú furatszerelt nullaohmos ellenállás általában egy egy férőhelyet elfoglaló csíkkal van jelölve,  a "0" szimbólumú  ellenállás-színkóddal. A felületszerelt ellenállásokat általában „0” vagy „000” jelöli.

## Tervezési szempontok
A nullaohmos ellenállás hasznos szokott lenni a gyakorlatban mint konfigurációs jumper, de óvatosan kell ezt a technikát használni a NYÁK tervezésekor olyan esetekben, ha a vezetősávnak nagy áramokat is szállítania kell majd. A gyakorlatban ezekben az esetekben tervezéskor jobb, ha megadunk inkább egy kis ohmos ellenállást. Kb. 0,001 ohmtól 0,003 ohm ellenállásértékig terjedően. Inkább ezt válasszuk, mint egy általános nullaohmos ellenállást, melynek a toleranciaértéke egyáltalán nincs megadva, így nem tudjuk kiszámolni, hogy a valóságban mennyi áramot bír majd el. Az alacsony ohmos és 5%, 1% toleranciaértékű ellenállások ráadásul könnyebben beszerezhetők. Ezeknek az ellenállásoknak a megadott maximális értékeikkel lehet már számolni, és így biztonságosabban lehet használni őket nagyobb áramokhoz.
Például egy felületszerelt, 0805 méretű és 0,003 ohm értékű ellenállás elméletben 1/2 wattot bír el. Ezen nyugodtan és biztonságosan át lehet ereszteni legfeljebb 12,9 amper áramerősséget. A gyakorlatban amikor az adott tokozástípus teljesítménylimitje közeledik a névlegeshez, bevált gyakorlat még kisebb ohm értékű alkatrészt használni (ez még inkább energiatakarékosabb, de drágább alkatrész is) vagy feljebb menni egy szintet a tokozási méretskálán (ugyanaz a teljesítményhatékonyság de az költségek alacsonyabbak). A „költséghatékonyság” szempontjából végiggondolandó, hogy a nagyobb alkatrészek nagyobb helyet és így nagyobb NYÁK-méretet vonnak maguk után. Ebben a példában ahhoz, hogy 12 amper átfolyhasson a jumperen, szükség van vagy egy alacsonyabb ellenállású alkatrészre, vagy egy nagyobb felületszerelt tokozásméretre (úgymint 1206 tokméret), ami ilyen nagyságú áramra általában meg van adva. Ellentétben egy „legrosszabb választású nullaohmos” való életbeli jumper 0,05 ohm impedanciaértékkel, hasonló 0805 tokmérettel csak 3,1 ampert tud átereszteni maximum.
Egy specifikus toleranciaértékű ellenállást használni sokkal biztonságosabb tervezési gyakorlat nagyobb áramok esetében, mint a „nulla ohm” opció, habár az anyagköltségek nagyobbak lehetnek az alacsony ellenállásértékű alkatrészek esetében.

## Fordítás
Ez a szócikk részben vagy egészben  a   Zero-ohm link című angol Wikipédia-szócikk ezen változatának fordításán alapul.  Az eredeti cikk szerkesztőit annak laptörténete sorolja fel. Ez a jelzés csupán a megfogalmazás eredetét és a szerzői jogokat jelzi, nem szolgál a cikkben szereplő információk forrásmegjelöléseként.